# Net-SNMP
Net-SNMP представляет собой набор программного обеспечения для развёртывания и использования протокола SNMP (v1, v2c и v3 и протокол AgentX субагента). Он поддерживает IPv4, IPv6, IPX, AAL5, сокеты доменов Unix и других протоколов. Он содержит общие клиентские библиотеки, набор консольных приложений, расширяемый SNMP-агент, модули Perl и модули Python.

## Распространение
Net-SNMP располагается на SourceForge, и, как правило, входит в топ-100 проектов рейтинговой системы SourceForge. В марте 2005 года он стал проектом месяца на SourceForge. Net-SNMP очень широко распространён и включен во многие операционные системы, включая большинство дистрибутивов Linux, FreeBSD, OpenBSD, Solaris и Mac OS X. Кроме того, его можно скачать на веб-сайте Net-SNMP.

## История
Стив Волдбюссер из CMU начал свободное распространение пакета программ SNMP в 1992 году. Пакет впоследствии был заброшен в CMU и Уэс Хардакер (Wes Hardaker) из UC Davis переименовал его в UCD-SNMP и расширил его для удовлетворения потребностей управления сетью электротехнического отдела проектирования. В конце концов мистер Хардакер покинул университет и понял, что этот проект в настоящее время используется в глобальной сети и, поэтому, переименовал его в Net-SNMP, чтобы отразить распределённость его разработки.

## Приложения, входящие в Net-SNMP
| Приложение       | Описание |
| ---------------- | --- |
| encode_keychange | Производит изменение ключа KeyChange в SNMPv3.                                                               |
| snmptranslate    | Перевод MIB OID имён между цифровой и текстовой формами.                                                     |
| snmpget          | Взаимодействует с сетью, используя SNMP GET запросы.                                                         |
| snmpgetnext      | Взаимодействует с сетью, используя SNMP GetNext запросы.                                                     |
| snmpbulkget      | Взаимодействует с сетью, используя SNMP GETBULK запросы.                                                     |
| snmpwalk         | Получает поддерево управления значений с помощью SNMP GetNext запросов.                                      |
| snmpbulkwalk     | Получает поддерево управления значений с помощью SNMP GETBULK запросов.                                      |
| snmpset          | Взаимодействует с сетью, используя SNMP SET запросы.                                                         |
| snmptrap         | Посылать SNMP траппы или информационные сообщения.                                                           |
| snmpd            | SNMP агент, который отвечает на запросы SNMP для данного хоста.                                              |
| snmptrapd        | Демон SNMP, прослушивает SNMP траппы или информационные сообщения, регистрируя их или воздействуя на них.    |
| snmptest         | Взаимодействует с сетью, используя SNMP запросы.                                                             |
| mib2c            | Утилита преобразования MIB-файлов, которая позволяет перевести MIB-структуру в другие формы, такие как C-код |
| tkmib            | Perl / Tk интерактивный графический браузер MIB для SNMP.                                                    |

### Snmpwalk
Команда snmpwalk автоматически выполняет серию snmpnext команд внутри заданного OID'ом диапазона.

### Примеры
Пример использования snmpwalk (в этом примере происходит извлечение всех переменных в рамках системы OID):
```
$
 
snmpwalk
 
-Os
 
-c
 
public
 
-v
 
1
 
zeus
 
system
sysDescr.0
 
=
 
STRING:
 
"SunOS zeus.net.cmu.edu 4.1.3_U1 1 sun4m"

sysObjectID.0
 
=
 
OID:
 
enterprises.hp.nm.hpsystem.10.1.1
sysUpTime.0
 
=
 
Timeticks:
 
(
155274552
)
 
17
 
days,
 
23
:19:05
sysContact.0
 
=
 
STRING:
 
""

sysName.0
 
=
 
STRING:
 
"zeus.net.cmu.edu"

sysLocation.0
 
=
 
STRING:
 
""

sysServices.0
 
=
 
INTEGER:
 
72

```